# Francesco Roncati
Francesco Roncati (Spilamberto, 10 giugno 1832 – 14 settembre 1906) è stato un medico italiano.
I suoi studi scientifici in campo medico clinico e igienistico, ma soprattutto la sua attività di psichiatra, ne fanno un importante protagonista della medicina italiana nella seconda metà dell'800.

## Biografia
Nato a Spilamberto, compì i propri studi presso il Collegio dei Gesuiti di Modena, capitale del Ducato Estense, e nel 1854 si laureò presso la Facoltà di Chirurgia e Medicina dell'Università di Modena.
Grazie all'opera prestata durante l'epidemia di colera del 1855, ottenne dal duca Francesco V una borsa di studio, che gli permise di perfezionare la propria formazione a Vienna e a Berlino per quasi quattro anni.
Rientrato in Italia, fu assunto dall'Università di Bologna come assistente supplente presso la Clinica medica di Bologna; in seguito gli fu affidata la direzione del manicomio di Bologna e, dal 1867, la cattedra di Igiene e di Clinica delle Malattie Mentali.
Roncati mantenne i propri incarichi universitari fino al 1905, un anno prima della morte nel 1906. Nel medesimo anno fu intitolato alla sua memoria l'ospedale che aveva fondato e diretto per quasi quarant'anni. L'Ospedale psichiatrico provinciale "Francesco Roncati" ne portò il nome fino alla chiusura nel 1980.

## Attività scientifica
Nonostante la sua fama di psichiatra, Roncati si dedicò principalmente a studi di clinica medica, che fanno di lui una figura spesso all'avanguardia nel panorama della medicina dell'epoca, e solo in seguito allo studio dei disturbi mentali.
In quest'ultimo campo si discostò significativamente dalle teorie di Cesare Lombroso, anche sulla base della sua formazione prevalentemente clinica.
A parere di Roncati l'aumento costante di casi di follia, che poteva monitorare come direttore del manicomio di Bologna, era dovuto non solo a cause cliniche, ma anche a fattori sociali ed economici, quali le condizioni di vita delle classi più disagiate, soggette a malnutrizione, emarginazione e pessime abitudini igieniche, una situazione da risolvere attraverso politiche sociali ed educative.

## Opere
- Traduzione di Giuseppe Hyrtl, Manuale di anatomia topografica e delle sue pratiche applicazioni medico-chirurgiche. I trad. ital. sulla III ed ultima (1857) ed. viennese del dottor Francesco Roncati, Milano, Ditta Boniardi-Pogliani di Erm. Besozzi, 1858, 2 voll.
- Sull'urina: nozioni e considerazioni cliniche, Bologna, Regia Tipografia, 1863 (anche: Napoli, A. Pellerano, 1867 e 1875)
- Indirizzo alla diagnosi delle malattie del polmone e del cuore, Bologna, Regia Tipografia, 1864
- Indirizzo alla diagnosi delle malattie del petto, del ventre e del sistema nervoso, Bologna, Tipografia Aiudi, 1865 (anche: Napoli, Agostino Pellerano, 1868; 1870; Napoli, E. Pellerano, 1881)
- Memoria difensiva nella causa di nullità di testamento nuncupativo aperto del fu nob. sig. Agostino Filippi dedotta contro l'eccellmo sig. dr. Asnuldo Casini, erede istituito, e sig.a Benedetta Gaffarelli vedova Filippi, erede usufruttuaria, dai fratelli del defunto nobili signori Melchiorre e Giuseppe Filippi, S.l., s.n., 1868 (con Giacomo Martelli e Giovanni Brugnoli)
- Compendio d'igiene per uso dei medici, Napoli, Vincenzo Pasquale, 1870 (anche 1887)
- Mania e Monomania, in Enciclopedia Medica Italiana, Milano, Francesco Vallardi, 1878, vol. 2, serie 2: M
- Intorno ai rapporti che sono fra malattie del fegato e malattie della milza specialmente in riguardo a diagnosi delle prime e genesi delle seconde. Annotazioni cliniche, S.l., s.n., 188.?
- Sulla igiene delle case. Rapporto di apposita Commissione alla società medico-chirurgica di Bologna, letto ed approvato nella Seduta del 13 Luglio 1886, Bologna, Tip. Gamberini e Parmeggiani, 1886
- Ragioni e modi di costruzione ed ordinamento del Manicomio provinciale di Bologna, Bologna, Regia tipografia, 1891
- Avendo la Deputazione provinciale di Bologna mandato al direttore del manicomio copia del voto che le Provincie Venete indirizzarono come petizione al Senato intorno alla progettata legge sui manicomi del 24 gennaio 1891, il direttore stesso ha presentato lo scritto seguente come risposta all'invito di esprimere un parere intorno al detto progetto ed al voto speciale sopra menzionato, Bologna, Regia Tipografia, 1891
- La decadenza della moralità ed il contagio morale. Discorso inaugurale alla solenne apertura degli studi nella R. Università di Bologna, 1894-95, Bologna, Stabilimento Tipografico Succ. Monti, 1894 (anche: Modena, Vincenzi e nipoti, 1894; in «Annuario della Regia Università di Bologna». Anno scolastico 1894-95, Bologna, Premiato Stabilimento Tipografico Succ. Monti, 1895, pp. 9–59; estratto dall'Annuario della R. Università: Bologna, 1895)